# 滇姜花
滇姜花（学名：Hedychium yunnanense）为姜科姜花属下的一个种。其种加词“yunnanense”意为“云南的”。
滇姜花的叶片呈卵状长圆形至长圆形。生长于山地密林中，分布地区包括中国云南、广西等省区及越南。